# Cebolletas, Nayarit
Cebolletas är en ort i Mexiko.   Den ligger i kommunen La Yesca och delstaten Nayarit, i den centrala delen av landet, 600 km nordväst om huvudstaden Mexico City. Cebolletas ligger 2 017 meter över havet och antalet invånare är 116.
Terrängen runt Cebolletas är bergig åt nordväst, men åt sydost är den kuperad. Cebolletas ligger uppe på en höjd. Runt Cebolletas är det mycket glesbefolkat, med 4 invånare per kvadratkilometer. Närmaste större samhälle är El Popote, 8,7 km öster om Cebolletas. I omgivningarna runt Cebolletas växer huvudsakligen savannskog.